# Marco Granados
Marco Antonio Granados Villegas (29 de septiembre de 1996, Manzanillo, Colima, México) es un futbolista mexicano que juega en la posición de Delantero. Actualmente milita en Asociación Deportiva Guancasteca  de la Primera División de Costa Rica

## Trayectoria

### Inicios y Club Deportivo Guadalajara
Llega a las fuerzas básicas del Club Deportivo Guadalajara por conducto de Chivas San Rafael. Disputó dos ediciones del Torneo de Fuerzas Básicas Sub-15, después alterno entre el equipo de la categoría Sub-17 y el equipo de la Tercera División, y más adelante pasa a formar parte de la categoría Sub-20 de la institución rojiblanca., en 2015, Granados es prestado al equipo Venados Fútbol Club.

### Venados Fútbol Club
Para el Apertura 2015 Granados es cedido a Venados Fútbol Club. Debuta en la liga de Ascenso MX el día viernes 24 de julio de 2015 en un partido en contra del equipo Mineros de Zacatecas

### Aiginiakos FC
El 17 de diciembre del 2018 se confirma su marcha en calidad de préstamo al fútbol de Grecia.

## Selección nacional

### Sub-17
Granados fue convocado por primera vez a una Selección Nacional de México en el 2010, a la categoría Sub-15; posteriormente, fue tomado en cuenta en la categoría Sub-17, representativo con el cual disputó varios torneos internacionales, incluyendo el Premundial de la CONCACAF Panamá 2013 en donde México consiguió su boleto para la Copa Mundial Sub-17 de la FIFA Emiratos Árabes Unidos 2013 y el mismo Mundial Sub-17 en donde quedaron subcampeones.

## Estadísticas
Actualizado al último partido jugado el 10 de marzo de 2017
| Venados                            |               |               |    |   |    |   |    |   |
| 2ª                                 |               |               |    |   |    |   |    |   |
| 2015                               | 4             | 0             | 3  | 0 | 7  | 0 |    |   |
| Guadalajara                        |               |               |    |   |    |   |    |   |
| 1ª                                 |               |               |    |   |    |   |    |   |
| 2016                               | 2             | 0             | 3  | 0 | 5  | 0 |    |   |
| Coras                              |               |               |    |   |    |   |    |   |
| 2ª                                 |               |               |    |   |    |   |    |   |
| 2016                               | 14            | 0             | 4  | 1 | 18 | 1 |    |   |
| Tampico FC                         |               |               |    |   |    |   |    |   |
| 2ª                                 |               |               |    |   |    |   |    |   |
| 2017                               | 8             | 0             | 0  | 0 | 8  | 0 |    |   |
| Total carrera                      | Total carrera | Total carrera | 28 | 0 | 10 | 1 | 38 | 1 |
| (1)Incluye datos de la Copa México |               |               |    |   |    |   |    |   |